# Stresemannallee (Frankfurt am Main)
Die Stresemannallee (bis 1929 Wilhelmstraße, 1935–1945 Saarallee) ist eine wichtige Ein- und Ausfallstraße im Süden von Frankfurt am Main. Sie verbindet die Friedensbrücke in Sachsenhausen-Nord mit der Heimatsiedlung und der Fritz-Kissel-Siedlung in Sachsenhausen-Süd. Die Straße ist Teil der Bundesstraße 44 und wird auf der kompletten Länge von der Straßenbahn Frankfurt am Main befahren.

## Verlauf

### Friedensbrücke – Kennedyallee
Der nördliche Teil der Stresemannallee ist für das hohe Verkehrsaufkommen sehr breit ausgebaut. Sie verfügt pro Richtung über vier Fahrstreifen. In der Mitte befindet sich eine Grünanlage, die die Gleiskörper der Straßenbahn aufnimmt. Auf diesem Abschnitt, der die südliche Verlängerung des Frankfurter Alleenrings darstellt, verläuft die Bundesstraße 44, die nach Südwesten in die Kennedyallee übergeht. Die Straßenkreuzung mit der Kennedyallee ist einer der verkehrsreichsten Punkte Frankfurts.
Die Linien 12, 19 und 21 der Straßenbahn Frankfurt am Main zweigen nach der Haltestelle Stresemannallee/Gartenstraße Richtung Westen in Richtung Niederrad ab und die Linien 16 und 19 nach Osten in Richtung Südbahnhof. Für die Linie 15 ist die Haltestelle Stresemannallee/Gartenstraße der einzige Kontaktpunkt mit der Stresemannallee. Die Linie fährt hier von Niederrad kommend in Richtung Südbahnhof beziehungsweise aus Richtung Südbahnhof in Richtung Niederrad. Die Straßenbahnlinie 17 schließlich folgt dem weiteren Verlauf der Stresemannallee in Richtung Süden.

### Kennedyallee – Mörfelder Landstraße
Bis kurz vor dem S-Bahnhof Ffm.-Stresemannallee ist die Stresemannallee weiterhin sehr breit und verfügt über einen Grünstreifen in der Mitte. In diesem Abschnitt werden die Straßenbahnschienen östlich des Grünstreifens als Rasengleis geführt. Danach verengt sich die Straße und unterquert den Bahndamm mit der obenliegenden S-Bahn-Station und einer Station der Straßenbahn. Hinter den Bahnanlagen beginnt auf der westlichen Straßenseite die Heimatsiedlung, östlich liegen der Tiroler Park und einige Punkthochhäuser sowie ein Abenteuerspielplatz. Am Ende dieses Abschnittes befindet sich ein Gleisdreieck, auf dem die Straßenbahngleise aus der Mörfelder Landstraße (Linie 18) ebenfalls in den südlichen Teil der Stresemannallee einmünden.

### Fritz-Kissel-Siedlung
Der südliche Teil der Straße ist von den Wohnhochhäusern der Fritz-Kissel-Siedlung geprägt. Beide Fahrspuren verlaufen nach wenigen Metern auf der Ostseite der Straßenbahngleise, bis die Stresemannallee schließlich nach Osten in die Gablonzer Straße einmündet. Ein Fußweg führt von dort aus noch einige Meter weiter südlich bis zur Straßenbahn-Haltestelle Louisa Bahnhof und zum Bahnhof Frankfurt-Louisa.

## Geschichte
Die Trasse der Stresemannallee war in ihrem nördlichen Bereich ursprünglich Bestandteil der Bahnstrecke Frankfurt am Main–Heidelberg. Diese führte einst von Süden, vom Bahnhof Louisa kommend, über die damalige Main-Neckar-Brücke (heutige Friedensbrücke) zum Main-Neckar-Bahnhof am heutigen Willy-Brandt-Platz. Bis die Brücke fertiggestellt und ab dem 15. November 1848 befahren werden konnte, wendeten die Züge zwei Jahre lang im Bahnhof Mainspitze und fuhren zum alten Bahnhof Sachsenhausen (später umbenannt in Frankfurt Lokalbahnhof) weiter. Der Bahnhof Mainspitze befand sich etwa in dem Bereich der heutigen Straßenbahnhaltestelle Stresemannallee/Gartenstraße.
Nach dem Bau des Frankfurter Hauptbahnhofs im Jahr 1888 wurden die gesamten Bahnanlagen um etwa einen Kilometer nach Westen verschwenkt. Die Main-Neckar-Brücke und der nördliche Teil der alten Bahntrasse wurden von der Stadt Frankfurt gekauft und für den Straßenverkehr umgebaut.
Der südliche Teil der Stresemannallee wurde erst in den 1930er-Jahren zusammen mit der Heimatsiedlung angelegt und sollte ursprünglich etwa eineinhalb Kilometer weiter nach Süden durch den Frankfurter Stadtwald bis zur Isenburger Schneise führen.
Im Zuge der Errichtung eigener Gleise für die S-Bahn auf den südlichen Außenästen, hier entlang der Main-Neckar-Bahn und des Baus der S-Bahn-Station Stresemannallee wurde um 1990 die alte Straßenunterführung der Stresemannallee unter die Eisenbahngleise durch eine wesentlich breitere und längere östlich daneben ersetzt. Diese bietet nunmehr auch Platz für eine Straßenbahnstrecke inklusive Haltestelle. Die Straße wurde nördlich und südlich der Unterführung verschwenkt.

## Name
Zunächst trug die Straße die Bezeichnung Wilhelmstraße, nach Wilhelm II., der von 1888 bis 1918 Deutscher Kaiser und König von Preußen war. Während der Weimarer Republik wurde der „monarchistische“ Straßenname zunächst beibehalten, bis er Ende 1929 durch einen „republikanischen“ ersetzt wurde. Nun hieß die Straße Gustav-Stresemann-Allee, nach dem am 3. Oktober 1929 verstorbenen deutschen Außenminister und Friedensnobelpreisträger. Die Ehrung des demokratischen Politikers Stresemann wurde im nationalsozialistischen Staat 1935 rückgängig gemacht. Mit dem Namen Saarallee erinnerte die Diktatur nun an die Rückgliederung des Saargebietes ins Deutsche Reich. Im Jahre 1945, nach dem Zusammenbruch der NS-Diktatur, kehrte Frankfurt zur Bezeichnung Gustav-Stresemann-Allee zurück.

## Öffentlicher Personennahverkehr (ÖPNV)
An der Stresemannallee liegen die zwei S-Bahn-Stationen Stresemannallee und Frankfurt-Louisa die von den S-Bahn-Linie S 6 in Richtung Bahnhof Langen/Darmstadt Hauptbahnhof beziehungsweise Bahnhof Friedberg angefahren werden. Während Louisa schon lange vorher als Regionalbahnhof in Betrieb war, wurde der Bahnhof Stresemannallee erst 1990 eingerichtet.
Im Zeitraum von Dezember 2013 bis Dezember 2014 wurde eine neue Trasse der Straßenbahn im Abschnitt zwischen der Mörfelder Landstraße und der Paul-Ehrlich-Straße errichtet. Es gab dort Anwohnerproteste wegen der dafür erforderlichen Eingriffe in den Baumbestand und in das Gelände eines Abenteuerspielplatzes.